# Ludwig Biermann
Ludwig Biermann (Hamm, Alemania; 13 de marzo de 1907 – Múnich, Alemania; 12 de enero de 1986) fue un destacado astrónomo alemán conocido por sus estudios y aportaciones realizadas en el campo de la astrofísica y la física del plasma.

## Biografía
Tras asistir a las Universidades de Múnich y Friburgo, se doctoró en 1932 en la Universidad de Gotinga con una tesis sobre la convección dentro de la estrella. Fundó y dirigió la sección de astrofísica de la Sociedad Max Planck. En 1951 propuso la existencia de un “viento solar” para explicar el hecho de la existencia de las grandes y largas colas de los cometas, cuya orientación es siempre contraria a la posición del Sol, tanto cuando se acercan como cuando se alejan de este, y cuyo tamaño no se explica por la diferencia de velocidades que podría existir entre las partículas emitidas en el supuesto vacío espacial y el núcleo del cometa.

## Premios y distinciones
Ludwig Biermann fue distinguido en 1967 por la Sociedad Astronómica del Pacífico con la Medalla Bruce. En 1974 recibió la Medalla de oro de la Real Sociedad Astronómica y en 1980 la Medalla Karl Schwarzschild, que concede la Sociedad Astronómica de Alemania.
En 1972 fue elegido miembro de la Deutsche Akademie der Naturforscher Leopoldina.
El asteroide 73640 Biermann fue nombrado así en su honor.